# チャールストン (装甲艦)
CSS チャールストン（CSS Charleston）は南北戦争中のアメリカ連合国海軍の衝角装甲艦。サウスカロライナ州チャールストンにおいて、1862年の秋に建造が承認された。同年12月に工事が開始され、9ヵ月後に就役した。CSS チャールストンはチャールストンの防衛のために装甲艦CSS パルメット・ステートおよび装甲艦CSS チコーラとともにチャールストン戦隊を構成し、その旗艦となった。艦長はアイザック・ブラウン（Isaac N. Brown）中佐が勤めた。1865年2月18日、南軍がチャールストンから撤退した際に北軍による鹵獲を避けるために、自らに火を放って自沈した。
CSS チャールストンのエンジンは信頼性に欠け、馬力不足の状態にあった。

## 参考資料
- Olmstead, Edwin; Stark, Wayne E.; Tucker, Spencer C. (1997). The Big Guns: Civil War Siege, Seacoast, and Naval Cannon. Alexandria Bay, New York: Museum Restoration Service. ISBN 0-88855-012-X
- Scharf, J. Thomas (1977). History of the Confederate States Navy: From its Organization to the Surrender of its Last Vessel. New York: Fairfax Press. ISBN 0-517-23913-2. OCLC 4361326
- Silverstone, Paul H. (2006). Civil War Navies 1855–1883. The U.S. Navy Warship Series. New York: Routledge. ISBN 0-415-97870-X
- Still, William N., Jr. (1985). Iron Afloat: The Story of the Confederate Armorclads (Reprint of the 1971 ed.). Columbia, South Carolina: University of South Carolina Press. ISBN 0-87249-454-3